# Huntsville Havoc
Huntsville Havoc je profesionální americký klub ledního hokeje, který sídlí v Huntsvillu ve státě Alabama. Založen byl v roce 2004. Do profesionální SPHL vstoupil v ročníku 2004/05. Své domácí zápasy odehrává v hale Von Braun Center s kapacitou 10 000 diváků. Klubové barvy jsou černá, červená, bílá a stříbrná.
Jedná se dvojnásobného vítěze SPHL (sezóny 2009/10 a 2017/18).

## Úspěchy
- Vítěz SPHL ( 2× )
  - 2009/10, 2017/18

## Přehled ligové účasti
Zdroj: 
- 2004– : Southern Professional Hockey League